# Chalcides levitoni
Chalcides levitoni (циліндричний сцинк Левітона) — вид сцинкоподібних ящірок родини сцинкових (Scincidae). Ендемік Саудівської Аравії.

## Поширення і екологія
Циліндричні сцинки Левітона відомі з типової місцевості, розташованої в околицях Хасавії в провінції Джизан на південному заході Саудівської Аравії.